# Герой пустелі
«Герой пустелі» (англ. A Desert Hero) — американська короткометражна кінокомедія Роско Арбакла 1919 року. Фільм вважається втраченим.

## У ролях
- Роско ’Товстун’ Арбакл — шериф
- Аль Сент-Джон — поганий чоловік
- Моллі Мелоун — молода жінка
- Монте Коллінз — старий чоловік
- Джек Куген
- Еліс Лейк